# Cmentarze żydowskie w Białymstoku
Cmentarze żydowskie w Białymstoku – w ciągu kilku stuleci obecności Żydów w Białymstoku używali oni, w zależności od źródeł, czterech lub sześciu kirkutów. Poniżej opis czterech najnowszych spośród nich.

## Cmentarz żydowski (ul. Wschodnia)

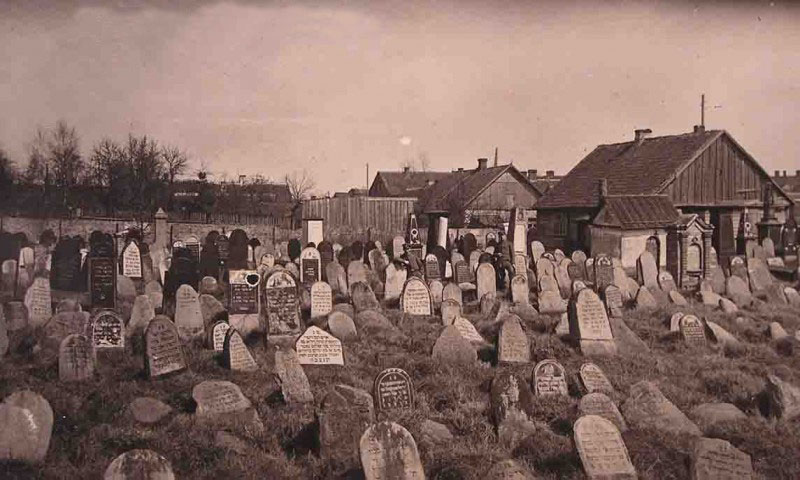
Cmentarz na Wschodniej.

Został oficjalnie założony w 1892 roku. W 1906 r. pochowano tu ofiary pogromu żydowskiego dokonanego przez Polaków i Rosjan (zdarzenie to upamiętnia pomnik). Ostatni pochówek odbył się w 1969 roku. Na powierzchni 12,5 hektara zachowało się około 5 tys. nagrobków, z których najstarszy pochodzi z 1876 roku.

## Cmentarz żydowski (ul. Żabia)
Jest to jeden z niewielu w Europie cmentarzy żydowskich założonych podczas II wojny światowej na terenie getta (inne przykłady to:  cmentarze w Augustowie, w Legionowie i Kielcach).
Cmentarz oficjalnie założono w sierpniu 1941 roku. Ostatni pochówek odbył się w 1948 roku.

## Cmentarz żydowski (ul. Bema)
Założony w 1830 roku ze względu na epidemię cholery. Zamknięty w 1892 roku, zniszczony, brak śladu.

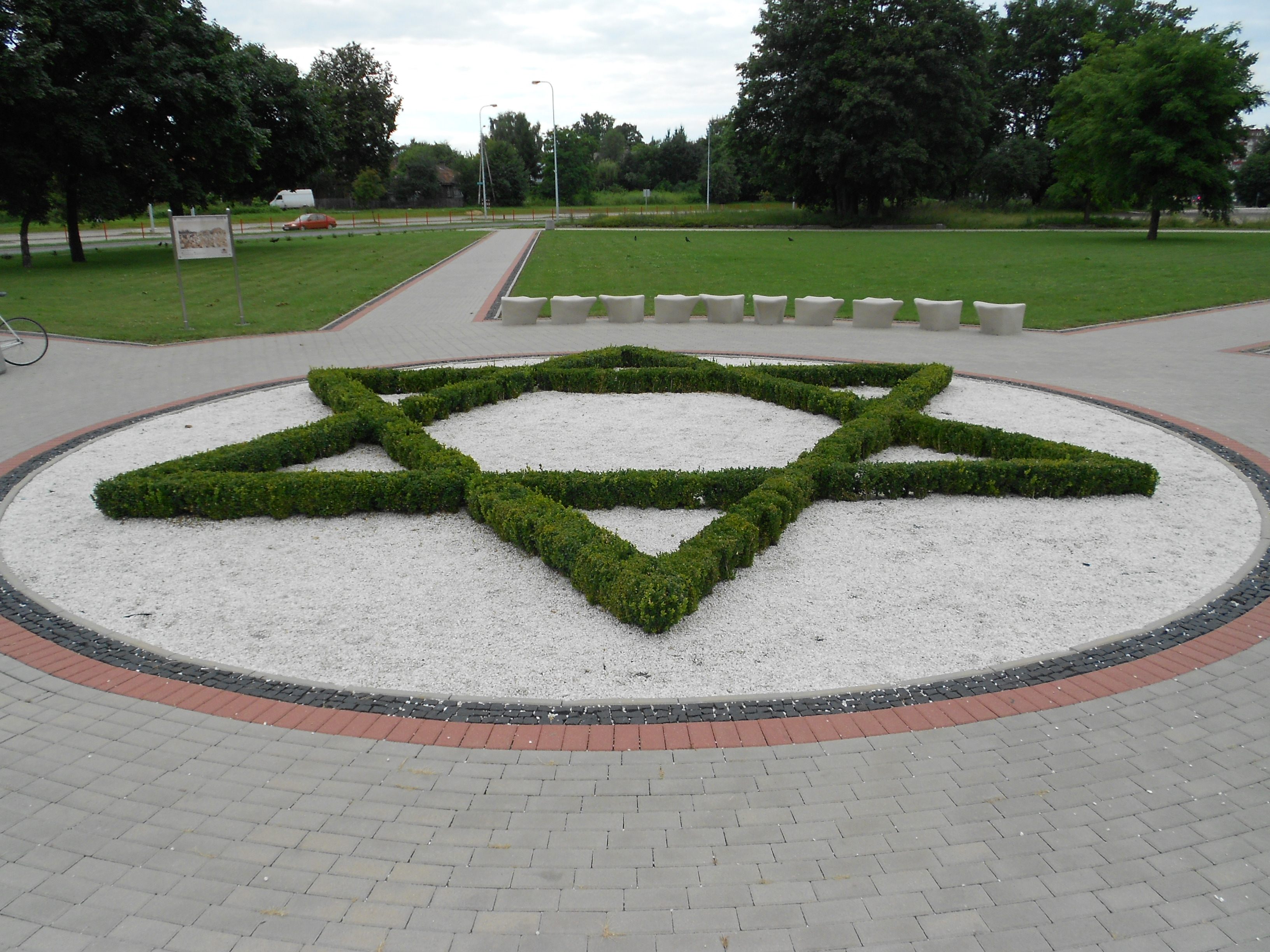
Skwer w miejscu cmentarza przy ul. Bema

## Cmentarz żydowski (ul. Kalinowskiego)
Został założony około 1760 roku. Ostatnie pochówki odbyły się w 1890 roku, i później w 1941 roku. Podczas II wojny światowej Niemcy doszczętnie zniszczyli teren cmentarza.
Cmentarze żydowskie w Białymstoku zostały oznaczone wśród punktów otwartego w czerwcu 2008 r. Szlaku Dziedzictwa Żydowskiego w Białymstoku opracowanego przez grupę doktorantów i studentów UwB - wolontariuszy Fundacji Uniwersytetu w Białymstoku.